# María Isabel Maya Pineda
Maria Isabel Maya Pineda es una política mexicana, miembro del Partido Revolucionario Institucional (PRI), inició sus actividades políticas como miembro del Partido Acción Nacional, fue diputada local en la LIV Legislatura del Congreso del Estado de México, posteriormente se hizo independiente y fue postulada para diputada federal por el Partido Revolucionario Institucional en el que milita por el XIII Distrito Electoral Federal del Estado de México a la LIX Legislatura de 2003 a 2006.
- Datos: Q6003942